# Akcie na majitele
Akcie na majitele je cenný papír, který potvrzuje, že jeho majitel (držitel) je akcionář, tj. že se tak podílí v určitém rozsahu (dle práv spojených s danou akcií) na řízení a správě akciové společnosti. Z hlediska klasifikace cenných papírů, kdy rozlišujeme cenné papíry na řad, na jméno a na doručitele, je možné akcii vydat pouze na řad a na doručitele, přičemž u akcií panuje výjimka, kdy akcie na řad se nazývá akcie na jméno a akcie na doručitele se nazývá akcie na majitele. Používání označení akcie na řad a akcie na doručitele je zcela nesprávné.

## Akcie na majitele v českém právu
Česká právní úprava vychází ze zákona č. 89/2012 Sb, občanský zákoník ve znění pozdějších předpisů, který tvoří obecnou právní úpravu z hlediska cenných papírů. Samotný občanský zákoník zcela upravuje pouze některé cenné papíry (kupón, náložní list a skladištní list). Speciální právní úpravu představuje zákon č. 90/2012 Sb, zákon o obchodních korporacích, ve znění pozdějších předpisů.
Z občanského zákoníku vyplývá, že akcie, pokud je vydána jako listinný cenný papír (tedy ve fyzické podobě), může být vydána pouze ve formě na jméno (rozuměj z hlediska klasifikace cenných papírů ve formě na řad). Není přípustné vydat akcii na majitele (rozuměj z hlediska klasifikace cenných papírů ve formě na doručitele) ve fyzické podobě, takový cenný papír je možné vydat pouze jako zaknihovaný cenný papír, a tedy existuje pouze v podobě určitého záznamu v evidenci u schovatele. Důvod této právní úpravy je, aby bylo vždy možné dohledat aktuálního majitele akcie s ohledem na zvýšení transparentnosti akciových společností. Z hlediska české právní úpravy je vydání anonymní akcie na majitele zcela nemožné, konkrétního vlastníka akcie bude vždy možné dohledat a to právě záznamem v evidenci konkrétního schovatele.

## Druhy akcií na majitele

### S podmínkou registrace majitelů
Akcie na majitele (doručitele) jsou základní charakteristikou akciových společností a jejich prvotním principem - viz francouzský výraz pro akciové společnosti - société anonyme. Akcie na majitele, zejména v listinné podobě, existují v celé řadě států Evropy i světa a některé burzy ani nepřipouštějí přijetí akcií na jméno k obchodování, pokud nejsou dematerializované. Akcie na majitele jako cenný papír existuje od roku 1602, kdy vznikla první akciová společnost světa Vereenigde Oostindische Compagnie.

### Anonymní bez omezení
Anonymní akcie na doručitele jsou dnes ve světě některými politiky a intelektuály prezentovány jako nástroj legalizace výnosů organizovaného zločinu a korupce. Zastánci laissez faire namítají, že vlastnická forma akciových společností korupci neovlivňuje, že zákaz listinných akcií na doručitele je omezením svobody jednotlivce a že v zemi otevřené mezinárodnímu obchodu nic faktického nepřinese.
Skutečností však zůstává, že tento typ vlastnictví akcií koliduje s ustanoveními zákonů na zadávání veřejných zakázek, a dále všude tam, kde se jedná o veřejné peníze - tedy státu, dotačních, veřejné podpory, atd. Anonymní vlastnictví znemožňuje zjistit případné střety zájmů v případě veřejných zakázek, získávání dotací a veřejné podpory, proto je využíváno, a proto je také některými politiky a intelektuály kritizováno. Ustanovení jednoduché právní úpravy, která by vylučovala ze získávání veřejných peněz vlastníky anonymních akcií, zpravidla není možné prosadit.

## Historie
V roce 2010 se akcie na doručitele staly předmětem ostré kritiky, protože přes ně mohou peníze ze státních zakázek nekontrolovaně opouštět území státu.[zdroj?] Spor se stal také tématem předvolební kampaně.[zdroj?] Avšak s odkazem na legislativu Evropské unie, kdy by za omezení této formy vlastnictví hrozila zemi mezinárodní arbitráž, byly diskuze ukončeny.[zdroj?]
Akcie na majitele budou podle zákona o některých opatřeních ke zvýšení transparentnosti akciových společností od 1. 1. 2014 nuceně převedeny do neanonymizované formy, díky níž bude rozeznatelná majetková struktura akciových společností.

## České firmy s listinnými akciemi na doručitele (výběr)
- Tax & Investment Advisers (založená Miroslavem Janstou a Ivanem Lhotským, Lhotský v lednu 1999 uvedl, že společnost financovala volební kampaň Zemanovy ČSSD a následně čelil pokusu o vraždu, střelec ho zasáhl do hrudi a do hlavy)[7][8][9][10]
- Středoevropská Stavební (od založení roce 1999 až do roku 2008,[11] společnost se díky úvěru od IPB stala na několik měsíců majitelem IPS, odposlechnuté telefonní hovory mezi Luďkem Sekyrou, Františkem Mrázkem a Ivanem Langerem se staly předmětem vyšetřovacího spisu Krakatice)[12][13]
- Moravia Energo (49 % akcií bylo od založení v roce 2000 až do roku 2008 na doručitele,[14] tyto akcie vlastnili mj. Robert Sýkora a Stanislav Gross)[15][16]
- ORA PRINT (zakladatelé Karel Stejskal a Roman Janoušek, předsedou představenstva několik let Radek John,[17] časopis Pohoda pojištěnce pro VZP)[18][19]
- Barrandovské terasy (založená herečkou Dagmar Havlovou, která do ní v roce 2001 vložila chátrající památkově chráněnou vyhlídkovou restauraci Terasy, od roku 2009 jsou všechny akcie na jméno)[20][21][22][23]
- ČEDOK (od roku 2003,[24] o rok později byly vydraženy akcie, které si minoritní akcionáři nevyzvedli[25])
- Forest Golf Resort Praha (snaha vybudovat golfové hřiště na pozemcích státního podniku Lesy České republiky v Klánovickém lese)[26][27]
- CHRISI PRAGA a GRAND PRINC, které prostřednictvím TARDUS s.r.o. získaly 49 % RAILREKLAM, spol. s r.o., reklamní agentury Českých drah[28][29][30]
- VTK GROUP (vlastnila 50 % akcií strojírenské skupiny Vítkovice Holding, která patřila mezi největší české firmy podle tržeb a podle počtu zaměstnanců)[31][32]
- N.J.B. REAL (developerská společnost, která v roce 2005 koupila pozemky v lokalitě Západní Město v Praze-Stodůlkách)[33][34]
- HAGUESS (v letech 2006-2010 na doručitele, projekt multifunkční čipové karty Opencard pro Magistrát hlavního města Prahy)[35][36]
- Resort sv. Markéty Prachatice (od roku 2007, akcionářem je rovněž Město Prachatice, které do společnosti vložilo nemovitý majetek).[37]
- Spolek pro chemickou a hutní výrobu (od roku 2007)
- PONCE (jediný akcionář Energy Ústí nad Labem, vlastnící kogenerační jednotku v areálu bývalé Setuzy, podle novináře Jaroslava Kmenty je jejím vlastníkem Tomáš Pitr)[38]
- VIAMONT (stavební zakázky v době kdy byl ministrem dopravy Aleš Řebíček[39])[40]
- Amun.Re (prodej projektu největší české fotovoltaické elektrárny Ralsko Ra 1 společnosti ČEZ)[41]
- Farma Čapí hnízdo (přestavba farmy na konferenční centrum podpořená dotacemi, za úvěr na výstavbu ručil holding Agrofert podnikatele Andreje Babiše)[42]
- SK Slavia Praha - fotbal (od roku 2013, podle České pozice se jednalo o reakci na zahrnutí akcií Slavie do majetkové podstaty společnosti Falkonida, jejíž insolvenční správkyní byla Vladimíra Jechová Vápeníková)[43][44]
- ENE INVESTMENT (řízená Martinem Nejedlým (SPOZ), vlastní 40 % ve společnosti Lukoil Aviation Czech, která dodává palivo Českým aeroliniím)[45][46][47]
- Via Chem Group (1. října 2013 nesplatila dluhopisy, které mají v portfoliu MČ Praha 6 a MČ Praha 10).[48]
- BPA sport marketing (prodej vysílacích práv na extraligu ledního hokeje České televizi, smlouva končí v roce 2018)[49][50]
- Česká zbrojovka (687 493ks akcií na majitele[kdy?]) [51]
- Basic Properties, a.s. (od založení; od května 2014 jediný akcionář společnosti CZECH NEWS CENTER HOLDING a.s., která je od června 2014 jediným akcionářem vydavatelství CZECH NEWS CENTER a.s. (dříve Ringier Axel Springer CZ))[52][53][54][55]
- J&T Credit Investments, a. s. (od založení; 99,9% akcionář společnosti AC Sparta Praha fotbal, a.s.)[56]
- Brno Solar Park a.s (od založení do března 2010)[57] - vlastník fotovoltaických elektráren o celkovém výkonu 18 MW
- PROXY - FINANCE a.s. (od roku 1996 do května 2014)[58] - finanční skupina s aktivy 2,9 mld. Kč, mj. vlastník obchodníka s cennými papíry BH Securities a.s., nemovitostní společnosti Fintop, a.s. (mj. vlastník City Tower v letech 2012 až 2014), či finanční skupiny Prvá investičná slovenská skupina, a.s.